# Hanking Center
Hanking Center (Ханькин-сентр, 汉京中心) — супервысокий небоскрёб, расположенный в китайском городе Шэньчжэнь, в деловом районе Наньшань. На начало 2020 года являлся пятым по высоте зданием города (359 м) и 26-м по высоте зданием Китая (также являлся самым высоким зданием в мире с отдельным ядром). Имеет 65 наземных и пять подземных этажей, свыше 850 парковочных мест. Основное пространство занимают офисы, также имеются торговые помещения, рестораны и зимний сад. Архитектором небоскрёба выступила фирма Morphosis Architects из Лос-Анджелеса.  

## Галерея

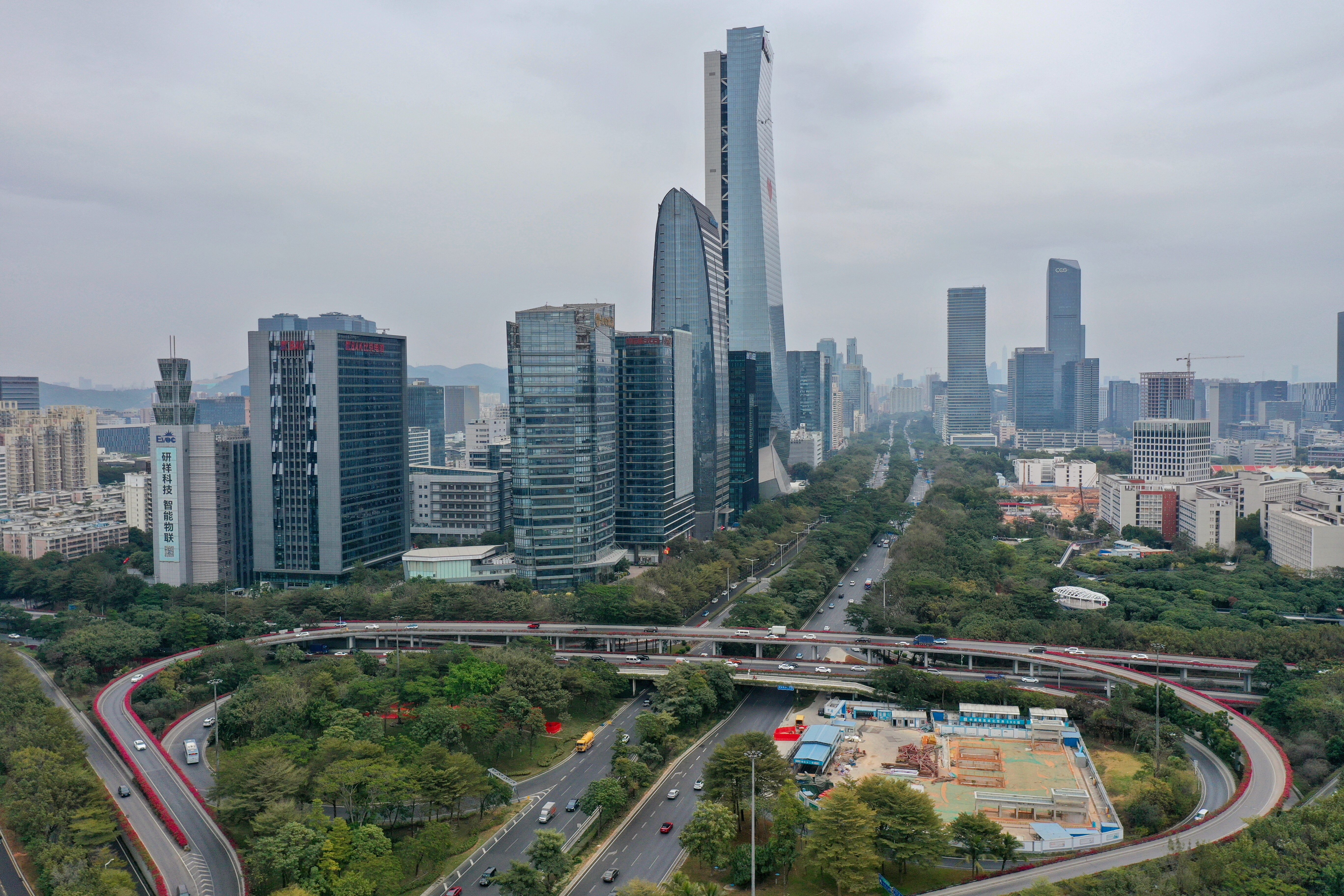
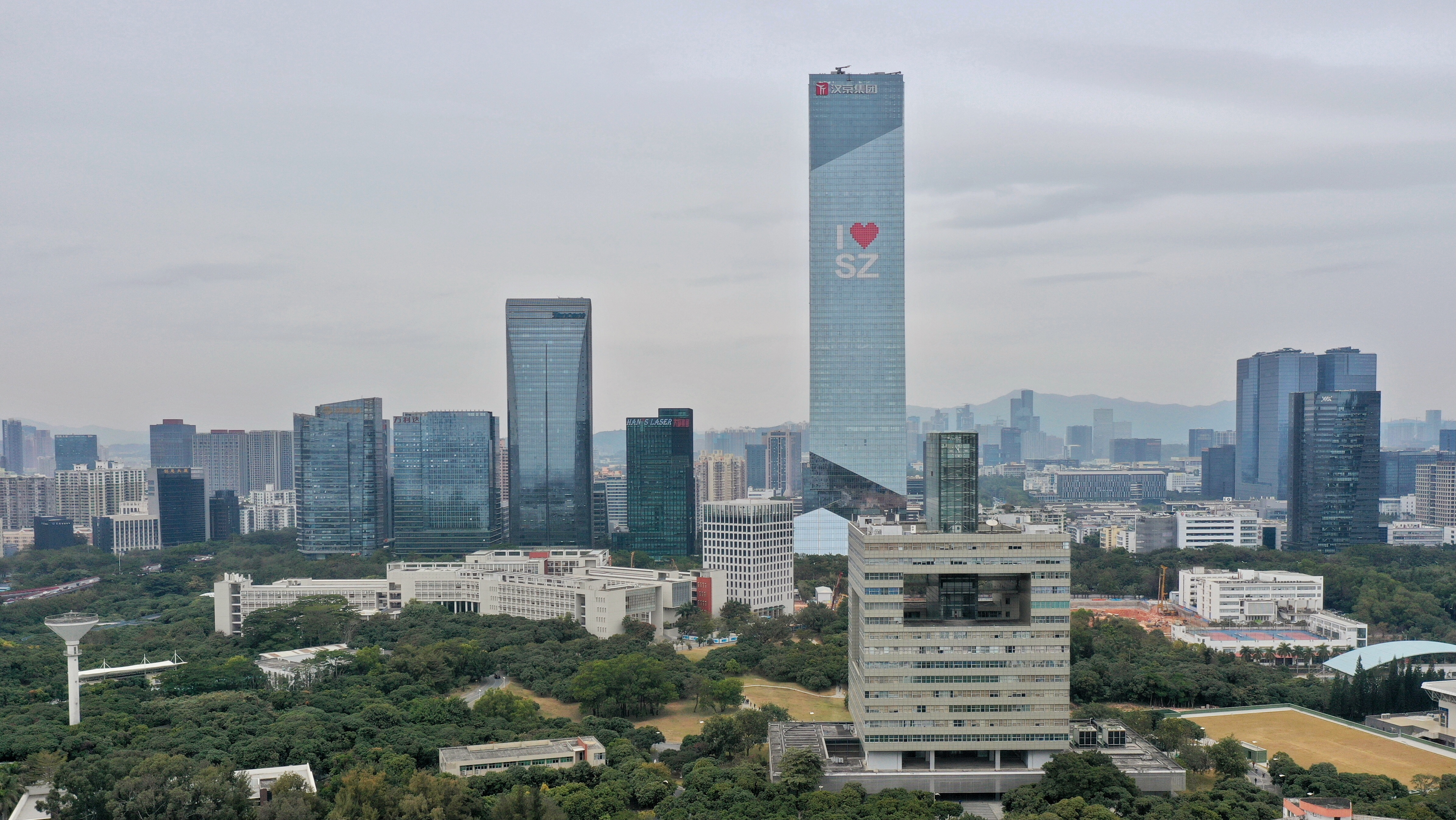